# 北京野生动物保护协会
北京野生动物保护协会，中国北京市的一家动物保护组织，位于北京市西城区裕民中路8号，1986年成立，1987年登记注册，1993年注册登记为社会团体法人。协会工作受北京市园林绿化局指导。

## 历史
2017年4月8日，协会标识在北京市2017年爱鸟周启动仪式上正式发布。